# Giải bóng đá vô địch quốc gia Palau 2009
Giải bóng đá vô địch quốc gia Palau 2009 hay Palau Soccer League 2009 là mùa giải thứ sáu của giải đấu bóng đá ở Palau. Melekeok FC giành chức vô địch đầu tiên.